# 幼童軍手冊
《幼童軍手冊》（英語：The Wolf Cub's Handbook）是一本用作幼童軍訓練的指導手冊，自從1916年12月以來發行了各種不同的版本。早期的版本，其文字與繪圖由羅伯特·貝登堡執行，而後期的版本則由其他人重新擴寫。本書內的主題，主要基於魯德亞德·吉卜林的著作《叢林奇譚》中的設定與角色。

## 起源
1914年，英國童軍總會的波西·艾弗雷特籌備一個計畫，適用於低於11歲而無法參與童軍階段的男孩。最初的方案名稱為「初級童軍」（Junior Scouts），1914年於《總部公報》發表。然而，貝登堡想要這個計畫變得與眾不同，有別於童軍計畫的簡化版本，而且他認為，如果初級童軍與童軍階段之間有著太過緊密的關連，將會造成不良的影響。他想要讓初級童軍計畫有著不同的名稱、制服與其他能辨別這個計畫的事物。1916年，貝登堡發表了自己對於這個計畫的版本，稱為「幼童軍」（Wolf Cubs）。貝登堡保留了艾弗雷特計畫中的元素，但賦予以魯德亞德·吉卜林《叢林奇譚》為基礎的主題，這本書當時出版了10年之久，對於兒童而言已建立了一定的愛好基礎。幼童軍計畫於1916年6月24日週六，在西敏市白金漢宮路的英國童軍總會帝國總部正式成立。隨後貝登堡撰寫了這本書，於1916年12月出版。